# Foe
El foe és una unitat d'energia igual a 1044 joules.
Per mesurar les immenses quantitats d'energia que produeix una supernova, els científics usen ocasionalment una unitat d'energia anomenada foe que era un acrònim de «ten to the power of fifty-one ergs» o 1051 ergs. Aquesta unitat de mesura resulta ideal per explicar l'energia d'aquests fenòmens, ja que una supernova emet una quantitat d'energia observable (llum visible) de l'ordre d'un foe en un període d'alguns segons.
Per comparació el Sol al llarg de tota la seva vida haurà emès tan sols 1,2 foe. Doncs suposant la seva lluminositat constant al llarg de tota la seva vida 3,827×1026 W × 10¹⁰ anys ≈ 1,2 foe (Google Calculator).